# Gilles de La Tour
Gilles de La Tour, aussi appelé Gilles bâtard de Luxembourg, né en 1355 et décédé en 1404, seigneur de la Tour-devant-Virton et de Saulmoury, gouverneur d'Aspremont, est le fils naturel de Wenceslas Ier, duc de Luxembourg et de Brabant. Il était un chevalier célèbre connu pour sa force et combat. Il est marié en 1374 avec Clémence de Chambley. 

## Armes
Burelé d'argent et d'azur, au franc canton (émail inconnu), au lion rampant de gueules, couronné d'or, brochant sur le tout.